# أورنباو
ارنباو (بالألمانية: Ornbau) هي بلدة ألمانية تقع في ألمانيا في آنسباخ.

## أعلام
- جوسيف ألويس كيسلر